# TKO Group Holdings
TKO Group Holdings, Inc., anche nota semplicemente come TKO, è un conglomerato mediatico statunitense creato da Endeavor nell'ambito della fusione tra WWE e Zuffa, la società madre dell'Ultimate Fighting Championship. Dopo il completamento della fusione il 12 settembre 2023, sia WWE che UFC opereranno come divisioni sotto l'insegna di TKO.
La fusione ha segnato la prima volta in cui la WWE non è stata controllata esclusivamente e principalmente dalla famiglia McMahon, che ha fondato la società e l'ha posseduta per oltre 70 anni. Questa è stata la terza volta che l'UFC ha cambiato proprietà, poiché la sua società madre Zuffa è stata venduta a Endeavor nel 2016. Zuffa aveva precedentemente acquistato l'UFC dal Semaphore Entertainment Group nel 2001.
Ari Emanuel (CEO di Endeavor) è diventato CEO della nuova società e Mark Shapiro presidente e direttore operativo. Emanuel non ha assunto alcun ruolo creativo nella WWE o nell'UFC. Nick Khan è diventato presidente della WWE dopo la fusione e Dana White ha continuato a essere presidente dell'UFC.

## Antefatti

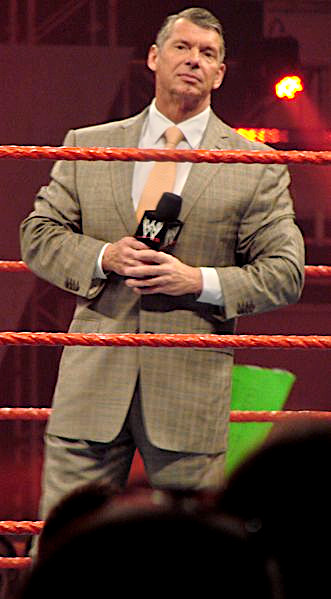
Vince McMahon, promotore di wrestling di terza generazione e cofondatore di Titan Sports, Inc. (l'attuale WWE) è stato inizialmente presidente esecutivo di TKO Group Holdings.

### WWE
Con sede a Stamford, nel Connecticut, la WWE è stata fondata nel 1953 come Capitol Wrestling Corporation, un territorio nordorientale della National Wrestling Alliance. La CWC era gestita da Vincent J. McMahon, figlio del promoter di boxe e wrestling Jess McMahon. In seguito a una disputa sulla programmazione della vittoria del  NWA World Heavyweight Championship del wrestler della CWC Buddy Rogers, la CWC lasciò la NWA e divenne la World Wide Wrestling Federation nel gennaio 1963 e, il 25 aprile dello stesso anno, Rogers fu dichiarato il primo WWWF World Heavyweight Champion. 
La WWWF fu rinominata World Wrestling Federation nel 1979, e si staccò definitivamente dalla NWA nel 1983. L'attuale entità legale, originariamente denominata Titan Sports, Inc. fu fondata il 21 febbraio 1980 a South Yarmouth, Massachusetts, ma è stata reincorporata secondo la Delaware General Corporation Law nel 1987. Titan Sports fu co-fondata da Vince McMahon, figlio di Vincent Jr., e da sua moglie Linda. Ha acquisito la Capitol Wrestling Corporation Ltd., la holding della WWF, nel 1982. 
Dopo aver acquistato la WWF, Vince McMahon espanse la promozione rovesciando il sistema territoriale della NWA e organizzando eventi in tutti gli Stati Uniti e nel mondo, che venivano trasmessi in televisione su base globale. La WWF è diventata una società quotata in borsa nell'agosto del 1999, lanciando un'offerta pubblica iniziale alla Borsa di New York. Lo status della società come principale organizzazione di wrestling professionistico al mondo è stato consolidato dall'acquisizione delle attività della World Championship Wrestling nel 2001, dopo la Monday Night War. Titan Sports è stata rinominata World Wrestling Federation Entertainment, Inc. nel 1999, e poi World Wrestling Entertainment, Inc. nel 2002 dopo una disputa legale con il World Wildlife Fund. Dal 2011, la società si è contraddistinta unicamente con le iniziali WWE, anche se il nome legale non è cambiato all'epoca. Il proprietario di maggioranza della WWE era il suo presidente esecutivo, Vince McMahon, che ha mantenuto il 38,6% delle azioni in circolazione della società e l'81,1% del potere di voto prima della fusione. La chiusura della fusione ha visto diminuire drasticamente il potere di voto e la proprietà delle azioni di McMahon.

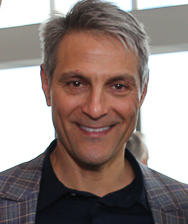
Ari Emanuel, amministratore delegato e presidente esecutivo di TKO Group Holdings.

### Ultimate Fighting Championship
L'Ultimate Fighting Championship, inizialmente di proprietà del Semaphore Entertainment Group, è stato fondato dall'uomo d'affari americano Art Davie e dall'artista marziale brasiliano Rorion Gracie con i loro partner della WOW Promotions. Il primo evento dell'UFC si è tenuto il 12 novembre 1993 alla McNichols Sports Arena di Denver, in Colorado. Lo scopo delle prime competizioni di Ultimate Fighting era quello di individuare l'arte marziale più efficace in una gara con regole minime e senza classi di peso tra concorrenti di diverse discipline di combattimento. Negli eventi successivi sono state create regole più rigorose e i combattenti hanno iniziato ad adottare tecniche efficaci da più di una disciplina, il che ha indirettamente contribuito a creare uno stile di combattimento separato noto come le attuali arti marziali miste.
Nell'aprile 1995, dopo l'UFC 5, Davie e Gracie vendettero la loro partecipazione residua nell'UFC al Semaphore Entertainment Group e sciolsero la WOW Promotions. Sei anni dopo, nel 2001, Zuffa, una società di promozione sportiva guidata da Frank e Lorenzo Fertitta, acquistarono l'UFC dal Semaphore Entertainment Group. La proprietà di Zuffa ha portato a un periodo di crescita per la società e per lo sport delle MMA in generale; la leadership globale dell'UFC in questo sport ha portato Zuffa ad acquistare le attività del Pride Fighting Championships nel 2007 e la promozione Strikeforce nel 2011.
Nel 2016, Zuffa è stata venduta a un gruppo guidato da Endeavor, allora noto come William Morris Endeavor (WME-IMG), comprendente Silver Lake Partners, Kohlberg Kravis Roberts e MSD Capital per 4,025 miliardi di dollari. Nel 2017, WME-IMG ha cambiato il nome della sua holding in Endeavor e quattro anni dopo, nel 2021, Endeavor ha rilevato gli altri proprietari di Zuffa a una valutazione di 1,7 miliardi di dollari.

## Storia

### Preparazione per la vendita della WWE
Il 17 giugno 2022, in seguito ad accuse di cattiva condotta, Vince McMahon si è dimesso da presidente e amministratore delegato della WWE, lasciando la società alla figlia Stephanie McMahon e a Nick Khan. Nel gennaio 2023, Vince ha dichiarato la sua intenzione di tornare alla WWE in vista delle trattative sui diritti mediatici. I diritti mediatici della WWE con Fox e USA Network sarebbero scaduti nel 2024. Nello stesso mese, la JPMorgan è stata ingaggiata per gestire una possibile vendita dell'azienda, e tra i pretendenti si è parlato di Comcast e Fox Corporation (proprietari dei partner radiotelevisivi della WWE, USA Network e Fox), The Walt Disney Company (proprietari di ESPN), Warner Bros. Discovery (media partner di All Elite Wrestling), Netflix, Amazon, Endeavor (la WWE aveva già un rapporto commerciale con la sua sussidiaria Endeavor Streaming, che ha rilevato le operazioni tecniche del suo servizio di streaming WWE Network nel 2019), Liberty Media, Creative Artists Agency e il Fondo di investimento pubblico dell'Arabia Saudita (la WWE ha un accordo a lungo termine con il Ministero dello Sport dell'Arabia Saudita per promuovere eventi nel paese).
Il 10 gennaio 2023, Stephanie McMahon si è dimessa da presidente e co-CEO della WWE, dopodiché Vince McMahon ha assunto il ruolo di presidente esecutivo della WWE mentre Nick Khan è diventato l'unico amministratore delegato.

### Formazione
Nel settembre 2023, Endeavor Group Holdings, UFC e WWE hanno costituito una nuova società quotata in borsa, TKO Group Holdings, Inc. La nuova entità è stata quotata in borsa il 12 settembre 2023 ed è quotata al New York Stock Exchange con il simbolo “TKO”.
Al termine dell'operazione, Endeavor deteneva una quota del 51% di TKO Group Holdings, mentre gli azionisti della WWE avevano una quota del 49%, valutando la WWE a 9,1 miliardi di dollari. L'UFC e la WWE hanno continuato a operare come divisioni separate sotto la TKO. Il direttore creativo della WWE Paul Levesque è rimasto nel suo ruolo.
Quando la fusione è stata annunciata per la prima volta nell'aprile 2023, Ari Emanuel ha dichiarato che avrebbe “riunito due aziende leader nel settore dello sport e dell'intrattenimento” e avrebbe fornito “significative sinergie operative”. McMahon ha dichiarato che “le aziende familiari devono evolversi per tutte le giuste ragioni”, e che “dato l'incredibile lavoro che Emanuel e Endeavor hanno fatto per far crescere il marchio UFC - quasi raddoppiando le entrate negli ultimi sette anni - e l'immenso successo che abbiamo già avuto nel collaborare con il loro team in una serie di iniziative, credo che questo sia senza dubbio il miglior risultato per i nostri azionisti”.
La fusione si è conclusa il 12 settembre 2023; con Vince McMahon che possiede personalmente circa un terzo delle azioni ordinarie di classe A di TKO Group Holdings, Inc. Il primo show televisivo prodotto sotto la bandiera di TKO è stato l'episodio del 12 settembre di WWE NXT. In seguito alla fusione, Dana White è stato nominato amministratore delegato di UFC.

### Controversie
Nel gennaio 2024, Janel Grant, ex dipendente della sede della WWE tra il 2019 e il 2022, ha intentato una causa contro la WWE e la TKO (per delega della proprietà). Grant sosteneva che l'allora attuale presidente esecutivo della TKO, Vince McMahon, l'aveva costretta a una relazione sessuale e, insieme al dirigente della WWE John Laurinaitis e a un wrestler della WWE che era anche un ex lottatore UFC, l'aveva trafficata sessualmente e ripetutamente aggredita sessualmente tra il 2020 e il 2021. La Grant ha affermato di essere stata sottoposta a “estrema crudeltà e degradazione” da parte di McMahon, compresa la defecazione durante un rapporto sessuale. Grant ha dichiarato che McMahon aveva accettato di pagarle 3 milioni di dollari nel 2022 in cambio di un accordo di non divulgazione (NDA), ma ha smesso di pagare dopo che solo 1 milione di dollari era stato versato in seguito all'iniziale emersione pubblica delle accuse di cattiva condotta sessuale nello stesso anno. Un giorno dopo la notizia, il 26 gennaio 2024, Vince McMahon si è dimesso dalla TKO. In una dichiarazione, McMahon ha affermato che la decisione è stata presa “per rispetto dell'Universo WWE, della straordinaria attività della TKO e dei suoi membri del consiglio di amministrazione, degli azionisti, dei partner e degli elettori e di tutti i dipendenti”.

### Altri investimenti e acquisizioni
Nel luglio 2024, TKO Group ha annunciato un investimento in EverPass Media, un distributore di contenuti televisivi a pagamento in streaming per gli esercizi commerciali, sostenuto dalla NFL. Shapiro è entrato a far parte del consiglio di amministrazione della società.
Il 23 ottobre 2024 è stato annunciato che TKO Group avrebbe acquisito diverse attività da Endeavor, tra cui l'azienda di gestione di sport ed eventi IMG (a parte “le attività associate al marchio IMG nelle licenze e nella rappresentanza del tennis, né l'intero portafoglio di eventi di IMG”), On Location Experiences (un'agenzia di ospitalità di lusso focalizzata sui principali eventi sportivi) e Professional Bull Riders, per 3,25 miliardi di dollari in un'operazione interamente in azioni che dovrebbe concludersi nel 2025. Shapiro ha dichiarato che Silver Lake Partners aveva richiesto la cessione di alcune attività di Endeavor come parte del suo progetto di acquisizione della società e che Endeavor si era rivolta a TKO Group con un'offerta. Ha spiegato che TKO era interessata a “attività che possono alimentare il nostro attuale ecosistema sportivo”, mentre l'azienda ha dichiarato che avrebbe “ampliato l'impronta operativa di TKO nel mercato degli sport premium in rapida crescita, consentendo una partecipazione diretta ai profitti delle leghe e degli eventi partner”.

## Direzione aziendale
Il consiglio di amministrazione di TKO Group Holdings è composto da tredici membri, sei dei quali rappresentano la WWE e sette la Endeavor. Il 23 gennaio 2024, il consiglio di amministrazione della TKO passerà da 11 a 13 membri. In seguito a ciò, la WWE ha subito alcuni cambiamenti, tra cui accordi di trasmissione con diversi partner (tra cui Netflix) e la cessione della proprietà del nome di Dwayne Johnson “The Rock” a Johnson, che entrerà anch'egli nel consiglio di amministrazione della TKO. Attualmente c'è un posto vacante a causa delle dimissioni dell'ex presidente esecutivo Vince McMahon, il 26 gennaio 2024, in seguito alle accuse di traffico sessuale e violenza sessuale che hanno coinvolto un ex dipendente della WWE.
| Nome                  | Azienda  | Ruolo                                                                  |
| --------------------- | -------- | ---------------------------------------------------------------------- |
| Ari Emanuel           | Endeavor | Amministratore delegato e presidente esecutivo di TKO Group Holdings   |
| Egon Durban           | Endeavor | Co-amministratore delegato di Silver Lake Management                   |
| Nick Khan             | WWE      | Presidente della WWE                                                   |
| Steve Koonin          | WWE      | Direttore indipendente Amministratore delegato degli Atlanta Hawks     |
| Jonathan Kraft        | Endeavor | Presidente del Kraft Group e dei New England Patriots                  |
| Sonya Medina Williams | Endeavor | Presidente e direttrice esecutiva di Reach Resilience                  |
| Mark Shapiro          | Endeavor | Presidente e direttore creativo di TKO Group Holdings                  |
| Carrie A. Wheeler     | WWE      | Amministratrice delegata di Opendoor                                   |
| Nancy Tellem          | Endeavor | Responsabile dei media di Eko                                          |
| Peter Bynoe           | WWE      | Consulente senior di DLA Piper                                         |
| Dwayne Johnson        | WWE      | Co-proprietario di United Football League Wrestler part-time della WWE |
| Brad Keywell          | Endeavor | Presidente esecutivo di Uptake Technologies                            |